# Большое колесо
Большое колесо (англ. Big Wheel), настоящее имя Джексон Вил (англ. Jackson Weele) — вымышленный суперзлодей, появляющийся в американских комиксах, издаваемых Marvel Comics. Наиболее известен как противник супергероя Человека-паука.  
На протяжении многих лет с момента его первого появления в комиксах персонаж появлялся в других медиа продуктах, включая мультсериалы и видеоигры.

## История публикаций
Джексон Вил был создан сценаристом Марвом Вольфманом и художниками Россом Эндрю и Майком Эспозито. Его первое появление состоялось в The Amazing Spider-Man #182 (Апрель, 1978).

## Биография
Джексон Вил был бизнесменом, который крал деньги из собственной компании. Чтобы замести следы, он нанял юного преступника Реактивного гонщика. Тем не менее, вместо того, чтобы передать Вилу изобличающие его документы, Гонщик начал шантажировать своего нанимателя. В отчаянии, Вил попытался покончить жизнь самоубийством, но был остановлен Реактивным гонщиком. Насмехаясь над бизнесменом, Гонщик ненароком рассказал, что костюм он получил от Тинкерера и, тем самым, подал Джексону идею. По просьбе Вила, Тинкерер создал большое металлическое колесо, способное взбираться по зданиям и оснащённое оружием. 
Получив транспорт, Джексон стал суперзлодеем и назвался Большим колесом. Он отправился за Реактивным гонщиком, преследуя его по всему городу. В процессе погони, он привлёк внимание супергероя Человека-паука, который также преследовал Реактивного гонщика после их последнего противостояния. Джексону не удалось справился с управлением транспортом, в результате чего он упал в реку Гудзон. Человек-паук нырнул за ним, но вернулся с пустыми руками. Он пришёл к выводу, что Джексон утонул в реке, когда Большое колесо погрузилось на дно.
Большое колесо не появлялось на страницах комиксов более 20 лет. Тем не менее, в конечном итоге, сценарист Кристос Гейдж использовал его в одном из своих сюжетов. Вилу удалось выжить, поскольку Колесо оказалось водонепроницаемым. Большое колесо вмешался в сражение Человека-паука со Стилтмэном и попытался помочь герою, однако, появление Вила позволило Стилтэмену скрыться. В разговоре с Человеком-пауком Джексон упомянул, что после их последней встречи он попал в тюрьму за расточительство. Жена ушла, деньги он потерял, и в результате, Джексон присоединился к Обществу Анонимных Суперзлодеев (Vil-Anon) (суперзлодейской версии общества анонимных алкоголиков). Помощь герою была частью программы из двенадцати шагов. Из жалости, Человек-паук взял Вила на патрулирование. Некоторое время спустя, дуэт столкнулся с Шокером, который грабил банк. Несмотря на победу, Джексон понял, что он не создан для супергеройства. Он отправился зарабатывать, выступая на автодерби и собраниях Анонимных Злодеев.
Большое колесо упоминался в The Spectacular Spider-Man #21 (Январь, 2005) во время игры Человека-паука в покер с другими супергероями. Стенолаз заявил Риду Ричардсу, что Большое Колесо — одна из самых безумных вещей, которые он когда-либо видел (наряду с бандой мимов).  
Во время событий Civil War, Джексон патрулировал гавань, вернувшись на путь геройства, несмотря на сомнения, который он испытывал в Spider-Man Unlimited.
Когда Железный человек расследовал деятельность Иезикиля Стэйна, он и Человек-паук отправились к Большому колесу за информацией. Джексон, испугавшись их появления, перешёл в наступление, однако, после поражения рассказал им о чёрном рынке технологий, который основал Стэйн.
Позже Джексон модернизировал своё Колесо и был среди злодеев, собранных Блэкаутом, чтобы убить Призрачного гонщика.
Во время событий Marvel NOW!, оригинальное транспортное средство Большого колеса было похищено Овердрайвом, который преобразовал колесо своими способностями и использовал его как транспорт для Зловещей шестёрки. Когда Превосходный Человек-паук победил Овердрайва, колесо приобрело прежнюю форму.
Позже Большое колесо бы вынужден совершить преступление для леди Гусеницы, которая похитила его девушку Ребекку Таунли.

### Второе Большое колесо
Неизвестный пилот Большого колеса совершал преступления до тех пор, пока не был побеждён Человеком-пауком.

## Силы и способности
Джексон Вил, не обладающий сверхспособностями, использует большое металлическое колесо, оснащённое ружьями и стрелковым оружием.

## Вне комиксов

### Телевидение
- Большое колесо появляется в мультсериале «Человек-паук» 1994 года, в эпизоде «Реактивный гонщик», где его озвучил Майкл Де Баррес[15]. Джексон Вил представлен как эксперт по аэронавтике, который возглавляет банду воров, использующих передовые технологии. После того, как Реактивный гонщик украл его технологии, Вил попытался отомстить ему, однако был остановлен Человеком-пауком.
- Большое колесо появляется в эпизоде «Критическое обновление» мультсериала «Человек-паук» 2017 года. Он был одним из злодеев, которых остановил Превосходный Человек-паук.

### Видеоигры
- Большое колесо является одним из боссов игры Spider-Man: Mysterio’s Menace 2001 года для Game Boy Advance.
- Большое колесо является вспомогательным персонаж в Spider-Man: Web of Shadows 2008 года, в версии для PSP.
- Стивен Блум озвучил Большое колесо из реальности Marvel 2099 в Spider-Man: Edge of Time 2011 года, в версии для Nintendo DS.